# Castello di Huntingtower
Huntingtower Castle, noto anche come Ruthven Castle, si trova vicino al villaggio di Huntingtower, accanto alla A85 e vicino alla A9, circa 5 km a nord-ovest da Perth e Kinross.

## Storia
Fu costruito in più fasi dal XV secolo in poi dal clan Ruthven. Nell'estate del 1582 il castello fu occupato da William Ruthven, I conte di Gowrie il quale fu coinvolto in un complotto per rapire il giovane re Giacomo VI, figlio della regina Maria. Nel 1582, Gowrie e i suoi sequestrarono il giovane re e lo tennero prigioniero per dieci mesi. Giacomo VI riuscì a fuggire e perdonò Gowrie, ma dopo un secondo tentativo fallito da Gowrie e da altri per rovesciarlo, la sua proprietà venne sequestrata dalla corona.
Il castello e le terre furono restituite alla famiglia Ruthven nel 1586. Tuttavia, nel 1600, i fratelli John e Alexander Ruthven furono implicati in un altro complotto per uccidere il re e vennero giustiziati. Questa volta il re fu meno misericordioso: così come il sequestro dei beni, abolì anche il nome di Ruthven e decretò che nessuno sarebbe stato ammesso come successore nel titolo e nelle terre. Così il Clan Ruthven cessò di esistere e il castello è stato rinominato Huntingtower. Il castello rimase in possesso della corona fino al 1643, quando fu assegnato alla famiglia di Murray di Tullibardine.
John Murray, I duca di Atholl risiedeva nel castello, dove sua moglie, Lady Mary Ross partorì un figlio, il 7 febbraio 1717. Dopo la morte di Lady Mary, nel 1767, il castello cominciò ad essere trascurato ed è stato abbandonato come luogo di residenza, tranne che da braccianti del luogo. Oggi, il castello può essere visitato dal pubblico e viene talvolta usato come luogo per cerimonie.

## Leggende
Si dice che in castello sia infestato da "Lady Greensleeves", una giovane donna di nome Dorothea, che era la figlia del primo conte di Gowrie. La leggenda afferma che lei era innamorata di un servo del castello e che i due s'incontravano di nascosto di notte nella torre orientale, dove i servi dormivano. Una notte la madre della ragazza, la contessa, li scoprì. Dorothea sentì i passi di sua madre sul ponte e, incapace di tornare all'altra torre per quella via, si diresse verso il tetto. Qui saltò dalla torre e tornò nel suo letto, dove fu trovata dalla madre. La distanza tra le torri era di diversi metri e quindi Dorothea aveva compiuto una vera impresa a saltare quella distanza. Il giorno seguente la ragazza e il suo amante fuggirono e nessun seppe più che cosa loro sia successo.
Un certo numero di avvistamenti della figura di una giovane donna, alta, vestita di un abito di seta, sarebbero avvenuti intorno a Huntingtower nel corso degli anni, di solito al crepuscolo, ma a volte in piena luce del giorno. Si dice che la sua comparsa sia un cattivo presagio e il preavviso di un prossimo disastro. Un viaggiatore presso Huntingtower, nel 1930, segnalò di aver visto Lady Greensleeves in un corridoio del castello. Il giorno dopo, ripreso il suo viaggio verso Fife, annegò cadendo dal traghetto sul fiume Tay.
Un'altra leggenda riguarda il pozzo che si trova accanto alla strada sotto il castello. L'acqua di questo pozzo si dice che abbia il potere di guarire, ma chi va a raccoglierla lo debba farlo in silenzio: ogni parola pronunciata nel viaggio di andata o di ritorno renderebbe l'acqua inutilizzabile. Quelli che vanno a prendere l'acqua dovrebbero lasciare un piccolo segno dietro al pozzo, come una moneta.